# Циліндрична напруженість

Компоненти циліндра або окружної напруги.

У механіці циліндрична напруженість є розподілом напружень з обертальною симетрією; тобто, що залишається незмінною, якщо напружений об'єкт обертається навколо деякої фіксованої осі.
Шаблони циліндричної напруженості:
- Окружна напруженість або кільцеве напруження, нормальна напруга в тангенціальному (азимут) напрямку;
- Осьова напруженість, нормальна напруга паралельно осі циліндричної симетрії;
- Радіальна напруженість, напруженість в напрямках одній площини, але перпендикулярно до осі симетрії.

Класичний приклад кільцевого напруження є напруга яка застосовується до залізних смуг або обручів на дерев'яній бочці. У пряму, закриту трубу, будь-яке зусилля, що прикладається до циліндричної стінки труби за допомогою перепаду тиску, в результаті призвести до обруча напружень. Аналогічним чином, якщо ця труба має плоскі торцеві кришки, будь-яке зусилля, прикладена до них під дією статичного тиску викликатиме перпендикулярне осьове навантаження на одній і тій же стінці труби. Тонкі зрізи часто мають дуже малу радіальне навантаження, але точні моделі товстіших тонкостінних циліндричних оболонок піддаються таким напруженням, які необхідно брати до уваги.

## Кільцеве напруження
Кільцеве напруження є силою, що діє в окружному напрямку (перпендикулярно як до осі, так і до радіуса об'єкта) в обох напрямках на кожну частку в стінці циліндра. Вона може бути описана як:
{\displaystyle \sigma _{\theta }={\dfrac {F}{tl}}\ },
де:
- F це сила, що діє по колу на площі стінки циліндра, яка має такі дві довжини сторін, як:
- t це радіальна товщина циліндра
- l це осьова довжина циліндра

Альтернатива кільцевої напруги в описі окружного стресу є стіна стресу або напруга стінки (Т), яка зазвичай визначається як сумарна окружна сила, що діє уздовж всієї радіальної товщини:
{\displaystyle T={\dfrac {F}{l}}\ }

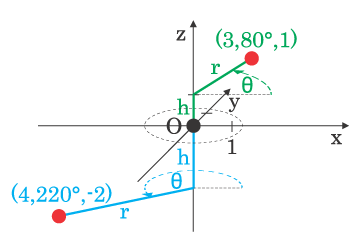
Циліндричні координати

Поряд з осьовою напругою і радіальною напругою, окружне напруження являє собою компонент тензора напружень в циліндричних координатах. 
Це, як правило, корисно, щоб розкласти будь-яке зусилля, що прикладається до об'єкта з обертальною симетрією на складові паралельно циліндричні координати r, z, θ. Ці компоненти сил викликають відповідні напруги: радіальне зусилля, осьове зусилля і розтяжна напруга, відповідно. 

## Відношення до внутрішнього тиску

### Тонкостінні припущення
Для тонкостінного припущення, щоб бути дійсним повинно мати товщину стінок не більше, ніж близько однієї десятої його радіуса. Це дозволяє розглядати стінки як поверхні, а потім з використанням рівняння Юнга-Лапласа для оцінки розтягуючої напруги, створеної за допомогою внутрішнього тиску на тонкостінного циліндричної судини високого тиску:
{\displaystyle \sigma _{\theta }={\dfrac {Pr}{t}}\ }  (для циліндра)
{\displaystyle \sigma _{\theta }={\dfrac {Pr}{2t}}\ }  (для сфери)
де 
- P це внутрішній тиск.
- t це товщина стінки.
- r це середній радіус циліндра.
- {\displaystyle \sigma _{\theta }\!} це кільцеве напруження.

Рівняння кільцевої напруги для тонких оболонок також наближено справедливе для сферичних судин, в тому числі рослинних клітин і бактерій, в яких внутрішній тиск може досягати кількох атмосфер. У практичних інженерних додатків для циліндрів (труби та трубки), кільцеве напруження часто перероблено для тиску, і називається формулою Барлоу.
Коли посудина закрита закінчує внутрішній тиск і діє на них, щоб розвинути зусилля вздовж осі циліндр. Це відомо як осьова навантаженість і, як правило, менше відома, ніж кільцева напруженість. 
{\displaystyle \sigma _{z}={\dfrac {F}{A}}={\dfrac {Pd^{2}}{(d+2t)^{2}-d^{2}}}\ }
Це може бути наближене до
{\displaystyle \sigma _{z}={\dfrac {Pr}{2t}}\ }
Крім того, в цій ситуації радіальна напруженість {\displaystyle \sigma _{r}\ } розроблена і може бути оцінена в тонкостінних циліндрах, як:
{\displaystyle \sigma _{r}={\dfrac {-P}{2}}\ }

### Товстостінні судини
Коли циліндр, який розглядається має радіус менш ніж 10, тонкостінні рівняння циліндра більше не проводяться, оскільки напруги значно різняться між внутрішнім і зовнішніми поверхнями й напругою зсуву через поперечний переріз більше не можуть нехтуватися.
Ці напруги та деформації можуть бути обчислені за допомогою рівнянь Ламу, набір рівнянь, розроблених французьким математиком Габріелем Ламу.
{\displaystyle \sigma _{r}=A-{\dfrac {B}{r^{2}}}\ }
{\displaystyle \sigma _{\theta }=A+{\dfrac {B}{r^{2}}}\ }
де 
- A і B  постійні інтегрування, які можуть бути визначені з граничних умов
- r радіус в точці, що представляє інтерес (наприклад, на внутрішній або зовнішній стіні)

A і B можуть бути знайдені шляхом перевірки граничних умов. Наприклад, в найпростішому випадку являє собою суцільний циліндр:
якщо {\displaystyle R_{i}=0} тоді {\displaystyle B=0} і твердий циліндр не може мати внутрішній тиск, так {\displaystyle A=P_{o}}

## Історичний розвиток теорії
Перший теоретичний аналіз напружень в циліндрах був розроблений в середині 19-го століття інженером Вільямом Фербаерном, за сприяння його математичного аналітика Ітона Ходжкінсона. Їхній перший інтерес був у вивченні дизайну і невдач парових котлів. Фейрберн зрозумів, що кільцеве напруження у два рази поздовжнє напруга[що?], є важливим фактором при складанні котлів з листового прокату, з'єднаних клепкою. Пізніше робота була застосована для будівництва мостів, і винахід коробчатої балки. У Залізничному мосту Чепсі, чавунна колона посилюється зовнішніми смугами кованого заліза. По вертикалі, поздовжня сила є стискаючою силою, якій чавун добре здатний протистояти. Кільцева напруга є розтягуючою й оскільки коване залізо, матеріал з більшою міцністю на розтяг, ніж чавун, то вона додається.